# ليديا نيكول
ليديا نيكول (بالإنجليزية: Lydia Nicole)‏ هي ممثلة أمريكية، ولدت في 9 ديسمبر 1959.

## وصلات خارجية
- ليديا نيكول على موقع IMDb (الإنجليزية)